# Фэлкон Крест
«Фэлкон Крест» (англ. Falcon Crest) — американский вечерний телесериал, выходивший в эфир на телеканале CBS с 4 декабря 1981 по 17 мая 1990 года и насчитывающий в общей сложности 9 сезонов и 227 серий. Действие шоу сосредоточено на винной империи Калифорнии, вражде двух кланов — Джоберти и Ченнингов.

## Обзор
«Фэлкон Крест» создавался на волне другого хита тех лет, сериала «Даллас», который также выходил на телеканале CBS. «Фэлкон Крест» дебютировал в пятницу, 4 декабря 1981 года, сразу после очередной серии «Далласа». Хотя сериал и достиг достаточно большого успеха в рейтингах, он никогда не становился хитом, равным «Далласу». В целом «Фэлкон Крест» находился в топ-30 самых популярных телешоу года на протяжении первых шести сезонов.
Несмотря на свою репутацию шоу, которое в шутку называлось «„Даллас“ с виноградом», «Фэлкон Крест» всё же смог занять свою нишу в прайм-тайме 1980-х, являясь чем-то промежуточным между скандальным и возмутительным «Далласом», и его более мягким конкурентом «Династией». Как и «Даллас», и «Династия», «Фэлкон Крест» прибегал к клиффхэнгерам в финалах сезонов, самым успешным из которых стала тайна убийства одного из главных героев в сезоне 1982/83. Продюсеры до конца скрывали информацию о том, кто же был убит, запутывая сюжет так, что погибнуть мог абсолютно любой, и в финале сезона был показан лишь опускающийся в могилу закрытый гроб, для того чтобы привлечь как можно больше зрителей к премьере следующего сезона.
Сериал также собрал целую плеяду голливудских звезд, таких как Лана Тёрнер, Джина Лоллобриджида, Сесар Ромеро, Роберт Стэк, Клифф Робертсон, Селеста Холм и Ким Новак. Также в шоу часто появлялись известные персоны, такие как Лесли Карон, Лорен Хаттон, Эдди Альберт, Ив Арден, Роско Ли Браун и Урсула Андресс. Все они появились в сезоне 1987—1988, а Род Тейлор в конечном счёте остался до конца сериала. В последующих сезонах продюсеры практически не привлекали специально приглашенных звёзд, за исключением Сьюзан Блэйкли в 1988 году.
В конце 1980-х рейтинги сериала стали падать, впрочем, как и у других хитовых мыльных опер десятилетия, из-за смены вкусов зрителя. Руководство канала приняло решение о закрытии шоу в конце девятого сезона. Финал был показан 17 мая 1990 года, и сериал завершился рядом счастливых моментов, завершающих сюжетные линии персонажей.

## Планируемая перезагрузка
Осенью 2013 года, на волне успешного возвращения «Далласа», студия Warner Bros. заинтересовалась возрождением «Фэлкон Крест». Планировалось, что предполагаемое возрождение будет фокусироваться на наследниках Коула Джоберти и Ричарда Ченнинга.